# Московский (Московское сельское поселение)
Московский — посёлок в Почепском районе Брянской области. Административный центр Московского сельского поселения.

## География
Расположен в 22 км к юго-западу от Почепа, примыкает с юга к селу Стригово.

## История
Построен в 1990-х годах на территории Тубольской сельской администрации для переселенцев после аварии на Чернобыльской АЭС. 10.07.1997 получил название и одновременно становится центром Московской сельской администрации, ныне сельского поселения (включает села Губостово, Стригово и Тубольцы; деревни Аксаментово, Ивашково, Карпово, Малое Староселье, Машково, Нельжичи и Пушкари). Агрогородок. Пожарное депо.

## Население
| 2010 | 2013 |
| ---- | ---- |
| 698  | ↗714 |